# Teresa Ribera

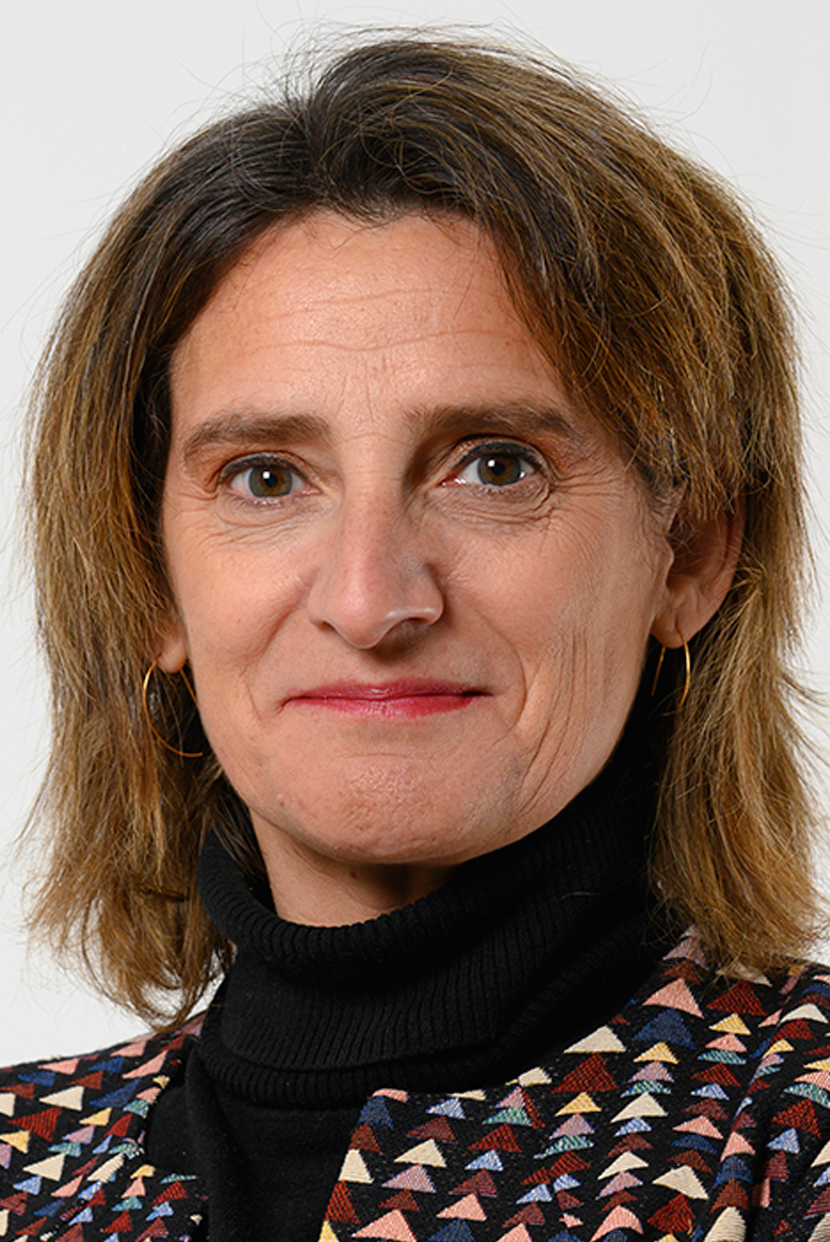
Teresa Ribera Rodríguez (2020)

Teresa Ribera Rodríguez (geboren am 19. Mai 1969 in Madrid) ist eine spanische Politikerin, die dem Partido Socialista Obrero Español (PSOE) angehört. Seit 2024 ist sie Vizepräsidentin der Europäischen Kommission für einen sauberen, gerechten und wettbewerbsfähigen Übergang sowie Kommissarin für Wettbewerb in der Kommission von der Leyen II. Zuvor war sie von 2018 bis 2024 Ministerin in den Regierungen des spanischen Ministerpräsidenten Pedro Sánchez.

## Leben
Ribera studierte Rechtswissenschaften an der Universität Complutense Madrid und erlangte ein Diplom in Verfassungsrecht und Politikwissenschaft am Centro de Estudios Políticos y Constitucionales. Anschließend wurde sie Außerordentliche Professorin am Institut für Öffentliches Recht und Rechtsphilosophie (Departamento de Derecho Público y Filosofía del Derecho) der Autonomen Universität Madrid. Eine ihrer Aufgaben in der öffentlichen Verwaltung war die Position des Leiters des Normativen Koordinierungsdienstes des Entwicklungsministeriums. Danach war sie als Beraterin im Kabinett des stellvertretenden Sekretärs für Umwelt und als Leiterin des Bereichs Compliance und Entwicklung tätig. Von 2004 und 2008 leitete sie als Generaldirektorin das Amt für den Klimawandel. Von 2008 bis 2011 war sie in der Regierung von José Luis Rodríguez Zapatero Staatssekretärin für Klimawandel im damaligen Ministerium für Landwirtschaft, Fischerei, Ernährung und Umwelt. Seit 2011 ist sie Mitglied des PSOE.
Im Juni 2018 wurde Ribera Umweltministerin im Kabinett Sánchez I. In diesem Amt zeichnete sie für eine Neuausrichtung der spanischen Energiepolitik verantwortlich und setzte sich innerhalb der EU für anspruchsvollere Zielsetzungen beim Anteil erneuerbarer Energien ein. Sie war neben Sánchez und Madrids Bürgermeister José Luis Martínez-Almeida mitverantwortlich dafür, dass die UN-Klimakonferenz 2019 nach der Absage Chiles im Dezember 2019 in der spanischen Hauptstadt stattfand. Im April und November 2019 wurde sie als Abgeordnete der Provinz Madrid ins spanische Parlament gewählt. Im Kabinett Sánchez II, das von Januar 2020 bis November 2023 amtierte, war sie einer von vier Stellvertretern des Ministerpräsidenten und Ministerin für ökologischen Wandel und Demographie (vicepresidenta para la Transición Ecológica y el Reto Demográfico). Im Kabinett Sánchez III war sie von November 2023 bis November 2024 dritte stellvertretende Ministerpräsidentin sowie weiterhin Ministerin für den ökologischen Wandel und Demographie.
Seit dem 1. Dezember 2024 ist Ribera Vizepräsidentin der Europäischen Kommission für einen sauberen, gerechten und wettbewerbsfähigen Übergang sowie Kommissarin für Wettbewerb in der Kommission von der Leyen II.
Das Time Magazine nahm sie in seine Liste der 100 einflussreichsten Personen des Jahres 2025 auf.